# Bracon tamaricis
Bracon tamaricis är en stekelart som beskrevs av Telenga 1963. Bracon tamaricis ingår i släktet Bracon och familjen bracksteklar. Inga underarter finns listade.